# Nit del Destí
La Nit del Destí o Làylat al-Qadr és la celebració de dues dates molt importants en l'islam durant el mes de ramadà. És l'aniversari de la nit en què els musulmans creuen que els primers versos de l'Alcorà foren revelats al profeta Mahoma.
Els musulmans sunnites creuen que durant aquesta nit es decideix el destí del proper any i, per tant, resen a Déu durant tota la nit, invocant la seva pietat i salvació. Aquesta pràctica es coneix com a ihyà, que literalment significa ‘renaixença’.

## Alcorà
| «                                             | És cert, l'hem fet baixar, l'Alcorà, l'hem revelat, aquesta nit, la del destí, nit dels decrets del que serà l'ordre diví que el món governa. Com sabràs tu quan i quina és la nit del destí? La nit del destí és molt millor que milers de mesos! En aquesta nit baixen àngels del cel, i l'esperit [l'àngel Gabriel], amb el permís del seu Senyor, amb els decrets de Déu, Al·là, per a cada cosa. Nit de pau, que dura just fins al trenc de l'alba! | » |
| — Alcorà 97:1–5 (traduït per Míkel de Epalza) | |   |

Els versicles anteriors consideren que la Nit del Destí val més que mil mesos. El mes sencer de ramadà és un període d'entrenament espiritual en què els creients es dediquen a fer dejú, resar, recitar l'Alcorà, recordar Déu i fer caritat. A més a més, a causa de la importància d'aquesta nit, els musulmans s'esforcen al màxim en els últims dies del Ramadà, atès que la Làylat al-Qadr pot ser qualsevol d'aquests últims dies (el primer, el tercer, el cinquè o el setè). Alguns musulmans realitzen un itikaf o retir espiritual a la mesquita, que consisteix a quedar-se a l'interior generalment els últims deu dies per al res i la recitació.